# Rob Bruggeman
Pour les articles homonymes, voir Bruggeman.
(en) Statistiques sur pro-football-reference
Robert Bruggeman (né le 21 mars 1986 à Cedar Rapids) est un joueur américain de football américain.

## Enfance
Bruggeman va à la Washington High School de sa ville natale de Cedar Rapids où il joue au football américain aussi bien dans la ligne offensive que ligne défensive. Lors de ces études lycéennes, il est le coéquipier de Adrian Arrington.

## Carrière

### Université
Il entre à l'université de l'Iowa où il joue dans l'équipe de football américain avec Gavin McGrath. En 2005, il entre lors des matchs contre le Minnesota et Ball State avant de se blesser en 2006 et de réapparaître vers la fin de la saison 2007. En 2008, il devient le centre titulaire des Hawkeyes par l'entraîneur Kirk Ferentz. Il remporte le Outback Bowl 2009 contre les Gamecocks de la Caroline du Sud.

### Professionnel
Rob Bruggeman n'est sélectionné par aucune équipe lors du draft de la NFL de 2009. Le 1er mai 2009, il signe avec les Buccaneers de Tampa Bay comme agent libre non-drafté et joue les quatre matchs de pré-saison 2009 mais il est libéré au début du mois de septembre.
Le 7 septembre 2009, les Falcons d'Atlanta font signer Bruggeman et l'intègre à leur équipe d'entraînement le lendemain, ne jouant aucun match de la saison 2009. Le 4 janvier 2010, il signe un nouveau contrat avec la franchise de la Géorgie mais n'entre qu'au cours d'un seul match en 2010. Le 12 septembre 2011, il est libéré et remplacé par Brett Romberg.

## Palmarès
- Outback Bowl 2009
- Seconde équipe de la conférence Big 10 2008